# No Me Ames
«No Me Ames» (с исп. — «Не люби меня») — второй сингл американской певицы и актрисы Дженнифер Лопес и Марка Энтони с дебютного студийного альбома Лопес On the 6 (1999), выпущенный 11 мая 1999 года. «No Me Ames» — кавер-версия итальянской песни «Non Amarmi», написанной Джанкарло Бигацци, Марко Фалагиани и Алеандро Балди и записанной Балди и Франческой Алотта для альбома Балди II Sole (1993). По просьбе Марка Энтони, Игнасио Бальестерос перевёл песню на испанский. Песня была записана в двух версиях, которые вошли в альбом On the 6. Первая представляет собой балладу, другая записана в стиле сальса. Продюсером баллады выступил Дэн Ши. Продюсером и аранжировщиком сальса-версии является Хуан Винсенте Замбрано. Режиссёром видеоклипа на песню выступил Кевин Брей. Видео было номинировано на «Латинскую Грэмми» в категории «Лучшее короткое музыкальное видео». Композиция исполнялась на бис во время совместного тура Лопес и Энтони в 2007 году.
Композиция повествует о сложных отношениях между двумя возлюбленными. Премьера песни состоялась 11 мая 1999 года на лейбле Work Records. Она была выпущена на обратной стороне сингла «If You Had My Love». Композиция получила положительные отзывы критиков. Она добралась до первой строчки в чарте Billboard Hot Latin Songs. Также песня была номинирована на премию «Латинская Грэмми» в категории «Лучшее совместное/групповое вокальное поп-исполнение». В 2000 году «No Me Ames» победила в номинации «Лучший совместный латиноамериканский трек года» на премии Billboard Latin Music Awards. Также она была представлена в номинациях «Лучшая сальса-песня года» и «Лучший латиноамериканский трек года». В том же году композиция была признана «Лучшей сальса-песней» по версии Американского общества композиторов, авторов и издателей.

## Композиция
«No Me Ames» — кавер итальянского хита «Non Amarmi», записанного Алеандро Балди и Франческой Алоттой для альбома Балди Il Sole (1993). «Non Amarmi» была выпущена как сингл в 1992 году. Песня повествует о сложных взаимоотношениях между двумя возлюбленными. Авторами композиции являются Джанкарло Бигацци, Марко Фалагиани и Алеандро Балди. Позже песня была переведена на испанский Игнасио Бальестеросом. В 1992 году композиция одержала победу на Фестивале в Сан-Ремо. Первую испанскую версию под названием «Hoy Que Estamos Juntos» записала мексиканская певица Юри вместе с мужем Родриго Эспиноза. Эта композиция вошла в студийный альбом Юри Huellas.
Однажды, во время работы над альбомом On the 6, Лопес «посчастливилось» записываться в одной студии вместе с американским певцом Марком Энтони. Энтони, который заинтриговался Лопес после просмотра фильма «Селена» (1997), вошёл к ней в студию и попросил её сняться в его клипе на песню «No Me Conoces». Она согласилась, но при условии что он запишет с ней песню, на что он тоже в свою очередь согласился. Об этом Лопес поведала в документальном фильме, который вошёл в её видео-альбом Feelin' So Good: «Тогда я позвонила Томми [Мотолле] и сказала: „Слушай, Марк Энтони сказал, что запишет со мной песню, и я не хочу петь дуэтом с кем-попало. Я хочу спеть с ним. Ты можешь заставить его подписать что-нибудь чтобы он записал песню со мной, если я снимусь в его клипе?“». Исполнители сначала сняли клип, а затем начали работать над песней.
Идея перевести «старую итальянскую песню» на испанский язык, по словам Лопес, принадлежит Марку Энтони. В альбом On the 6 вошли две версии песни. Первая — баллада. Вторая выдержана в стиле сальса. Продюсером баллады выступил Дэн Ши. Вторую версию спродюсировал Хуан Винсенте Замбрано. Лопес не хотела чтобы песня была чисто латиноамериканской: она хотела чтобы композиция была более танцевальной.

## Коммерческий успех
«No Me Ames» была выпущена 11 мая 1999 года на обратной стороне сингла «If You Had My Love». Промоушеном композиции занималась компания Sony Discos, которая выпустила обе версии песни в соответствующих радиоформатах. «No Me Ames» дебютировала под номером 23 в чарте Billboard Hot Latin Songs в течение недели, начавшейся 15 мая 1999 года. Через три недели песня добралась до первой десятки чарта, а на неделе, начавшейся 26 июня 1999 года, — возглавила хит-парад, сместив песню Рики Мартина «Livin’ la Vida Loca». Спустя две недели песня испанского певца Энрике Иглесиаса «Bailamos» сместила «No Me Ames» с первой строчки чарта. Песня вернулась на первое место на неделе от 3 июля 1999 года, продержавшись пять недель. Позже её сместила композиция Алехандро Фернандеса «Loco». В конце 1999 года «No Me Ames» заняла третье место в общегодовом чарте Top Latin Songs.
В Billboard Latin Pop Songs композиция дебютировала под номером семь на неделе, начавшейся 5 июня 1999 года
. Через четыре недели песня добралась до второй строчки, продержавшись семь недель. В общегодовом рейтинге хит-парада «No Me Ames» заняла восьмое место. В чарте Billboard Tropical Songs песня дебютировала в первой десятке чарта на неделе от 29 мая 1999 года. Композиция возглавила чарт на неделе от 3 июля 1999 года, сместив песню Элвиса Креспо «Pintame». На вершине чарта песня продержалась пять недель, пока на неделе от 14 августа 1999 года её не сместила композиция Жилберто Санта Роза «Dejate Querer». В общегодовом чарте «No Me Ames» заняла второе место, уступив песне Хуан Луиса Герра «El Niágara en Bicicleta».
Сальса-версия песни вошла в качестве бонус-трека в европейское издание ремиксового альбома Дженнифер Лопес J to tha L-O!: The Remixes (2002) и в сборник песен Марка Энтони Desde un Principio: From the Beginning (1999). Вторая версия (баллада) вошла в сборник песен Энтони Sigo Siendo Yo: Grandes Éxitos (2006).

## Отзывы критиков
Рецензент AllMusic Хизер Фарес в рецензии к альбому On the 6 прокомментировала, что сальса-версия «No Me Ames» — одна из двух песен на альбоме, которые подчёркивают латиноамериканское происхождение Лопес. Другой критик AllMusic Хосе Промис в рецензии к сборнику Desde un Principio: From the Beginning положительно отозвался о песне. Марио Тарраделль из газеты Dallas Morning News назвал песню «островной». Лаури Маския из газеты Sun-Sentinel остался недоволен песней и посчитал, что сальса-версия не подходит альбому. В журнале NME песню назвали одной из неудачных и слабых баллад на альбоме. По словам Алеандро Балди, кавер Дженнифер Лопес и Марка Энтони — одна из двух песен, которые побудили его вернуться на сцену чтобы записать ещё один альбом.
В 2000 году «No Me Ames» победила в номинации «Лучший совместный латиноамериканский трек года» на премии Billboard Latin Music Awards. Также она была представлена в номинациях «Лучшая сальса-песня года» и «Лучший латиноамериканский трек года». В том же году песня принесла исполнителям номинацию на 12-ю премию Premio Lo Nuestro в категории «Поп-группа/дуэт года». Композиция также была номинирована на первую «Латинскую Грэмми» в категории «Лучшее совместное/групповое вокальное поп-исполнение».  «No Me Ames» в 2000 году была признана «Лучшей сальса-песней» по версии Американского общества композиторов, авторов и издателей. В 2004 году песня была номинирована на премию inaugural Juventud Awards в категории «Самая запоминающаяся мелодия».

## Промо
Во время записи песни Лопес придумала концепцию клипа. После того, как песня была записана, Лопес рассказала о своей идее Марку Энтони и Томми Мотолле, и они оба поддержали её. Режиссёром видео выступил Кевин Брей. Клип на песню снимался в Лос-Анджелесе. Съёмки начались на следующий день после завершения съёмок клипа на песню «If You Had My Love». В клипе Лопес и Энтони играют двух возлюбленных. Энтони умирает от неназванной болезни, и его дух присматривает за тоскующей Лопес. Лопес говорила, что этот клип подобен иностранному фильму из серии «Жизнь прекрасна». Клип был номинирован на «Латинскую Грэмми» в категории «Лучшее короткое музыкальное видео». Также видео вошло в сборник клипов Лопес The Reel Me (2003).
Песня должна была быть исполнена на премии «Латинская Грэмми» в 2000 году, но Марк Энтони не смог присутствовать из-за осложнений беременности его жены. В 2007 году Лопес и Энтони исполняли песню на концертах совместного гастрольного тура. «No Me Ames» исполнялась на бис вместе с песней «Por Arriesgarnos» после каждого концерта. Также Лопес и Энтони исполнили композицию на финальном концерте гастрольного тура Лопес Dance Again World Tour.

## Список композиций
| №                   | Название                      | Длительность |
| ------------------- | ----------------------------- | ------------ |
| 1.                  | «If You Had My Love»          | 4:28         |
| 2.                  | «No Me Ames» (Tropical Remix) | 5:05         |
| Общая длительность: | Общая длительность:           | 9:28         |

| №                   | Название                      | Длительность |
| ------------------- | ----------------------------- | ------------ |
| 1.                  | «No Me Ames»                  | 4:42         |
| 2.                  | «No Me Ames» (Tropical Remix) | 5:04         |
| Общая длительность: | Общая длительность:           | 9:41         |

## Участники записи
Информация адаптирована из буклета альбома On the 6.
- Джанкарло Бигацци[англ.] — автор песни
- Алеандро Балди[англ.] — автор песни
- Марко Фалагиани — автор песни
- Игнасио Бальестерос — автор песни (испанский перевод)
- Дженнифер Лопес — вокал
- Марк Энтони — вокал

| Баллада - Конеша Оуэнс — бэк-вокал - Клейтовен Ричардсон — бэк-вокал - Дэн Ши — клавишные, продюсирование, вокальный инжиниринг, Pro Tools - Дин Паркс — гитара (нейлоновые и стальные струны) - Михаал Ландау — электрогитара | Сальса-версия (Tropical Remix) - Эмилио Эстефан — исполнительный продюсер - Дэн Ши — вокальное продюсирование, клавишные, программирование ритма - Хуан Винсенте Замбрано — продюсирование, аранжировка, продюсирование, клавишные - Хосе Мигель Веласкес — бэк-вокал - Лена Перес — бэк-вокал - Ксимера ДеПомбо— бэк-вокал - Хорхес Веларо — бэк-вокал - Мануэль Лопес — гитара - Сальвадор Куэвас — бас - Эдвин Бонилла — перкуссия - Арчи Пенья — перкуссия - Дуглас Гевара — бонго, конго - Герман «Тэдди» Мулет — тромбон |

## Чарты

### Недельные чарты
| Чарт (1999)                     | Позиция |
| ------------------------------- | ------- |
| США (Billboard Hot Latin Songs) | 1       |
| США (Billboard Latin Pop Songs) | 2       |
| США (Billboard Tropical Songs)  | 1       |

### Годовые чарты
| Чарт (1999)                     | Позиция |
| ------------------------------- | ------- |
| США (Billboard Latin Songs)     | 3       |
| США (Billboard Latin Pop Songs) | 8       |
| США (Billboard Tropical Songs)  | 2       |